# Корнинг (Арканзас)
Корнинг (енгл. Corning) град је у америчкој савезној држави Арканзас.

## Демографија
По попису из 2010. године број становника је 3.377, што је 302 (-8,2%) становника мање него 2000. године.
| Група             | 2000.         | 2010.         |
| Белци             | 3.584 (97,4%) | 3.272 (96,9%) |
| Афроамериканци    | 12 (0,3%)     | 8 (0,2%)      |
| Азијати           | 9 (0,2%)      | 5 (0,1%)      |
| Хиспаноамериканци | 14 (0,4%)     | 53 (1,6%)     |
| Укупно            | 3.679         | 3.377         |